# Adam McKay
Adam McKay (Filadélfia, 17 de abril de 1968) é um ator, cineasta, comediante, produtor e roteirista americano, reconhecido por suas comédias, McKay também já venceu um Oscar, cinco Emmys, um BAFTA e um Critics' Choice.

## Filmografia

### Televisão
| Ano           | Título                 | Crédito | Crédito  | Crédito    | Crédito |
| Ano           | Título                 | Diretor | Produtor | Roteirista | Ator    |
| ------------- | ---------------------- | ------- | -------- | ---------- | ------- |
| 1995–2001     | Saturday Night Live    | Sim     | Não      | Sim        | Sim     |
| 2009-2013     | Eastbound & Down       | Sim     | Sim      | Não        | Não     |
| 2010-2011     | Funny or Die Presents  | Sim     | Sim      | Sim        | Não     |
| 2015          | The Chris Gethard Show | Não     | Sim      | Não        | Não     |
| 2019–presente | Dead to Me             | Não     | Sim      | Não        | Não     |
| 2019–presente | Succession             | Sim     | Sim      | Não        | Não     |

### Cinema
| Ano  | Título                                      | Crédito | Crédito  | Crédito    | Crédito | Notas                      |
| Ano  | Título                                      | Diretor | Produtor | Roteirista | Ator    | Notas                      |
| ---- | ------------------------------------------- | ------- | -------- | ---------- | ------- | -------------------------- |
| 2004 | Anchorman: The Legend of Ron Burgundy       | Sim     | Não      | Sim        | Sim     | Papel: Custodian           |
| 2004 | Wake Up, Ron Burgundy: The Lost Movie       | Sim     | Não      | Sim        | Sim     | Papel: Custodian           |
| 2006 | Talladega Nights: The Ballad of Ricky Bobby | Sim     | Sim      | Sim        | Sim     | Papel: Terry Cheveaux      |
| 2008 | Step Brothers                               | Sim     | Sim      | Sim        | Sim     | Papel: Man without Glasses |
| 2009 | Land of the Lost                            | Não     | Sim      | Não        | Não     |                            |
| 2009 | The Goods: Live Hard, Sell Hard             | Não     | Sim      | Não        | Não     |                            |
| 2010 | Big Lake                                    | Não     | Sim      | Não        | Não     |                            |
| 2010 | The Other Guys                              | Sim     | Sim      | Sim        | Sim     | Papel: Dirty Mike          |
| 2010 | The Virginity Hit                           | Não     | Sim      | Não        | Não     |                            |
| 2011 | Casa de Mi Padre                            | Não     | Sim      | Não        | Não     |                            |
| 2012 | Bachelorette                                | Não     | Sim      | Não        | Não     |                            |
| 2012 | Tim and Eric's Billion Dollar Movie         | Não     | Sim      | Não        | Não     |                            |
| 2012 | The Campaign                                | Não     | Sim      | Sim        | Não     | Escritor original          |
| 2013 | Hansel & Gretel: Witch Hunters              | Não     | Sim      | Não        | Não     |                            |
| 2013 | Anchorman 2: The Legend Continues           | Sim     | Não      | Sim        | Não     |                            |
| 2014 | The Spoils of Babylon                       | Não     | Sim      | Não        | Não     |                            |
| 2014 | Tammy                                       | Não     | Sim      | Não        | Não     |                            |
| 2014 | Welcome to Me                               | Não     | Sim      | Não        | Não     |                            |
| 2015 | Sleeping with Other People                  | Não     | Sim      | Não        | Não     |                            |
| 2015 | Get Hard                                    | Não     | Sim      | Não        | Não     | Escritor original          |
| 2015 | A Deadly Adoption                           | Não     | Sim      | Não        | Não     |                            |
| 2015 | Ant-Man                                     | Não     | Não      | Sim        | Não     |                            |
| 2015 | The Big Short                               | Sim     | Não      | Sim        | Não     |                            |
| 2015 | Daddy's Home                                | Não     | Sim      | Não        | Não     |                            |
| 2016 | The Boss                                    | Não     | Sim      | Não        | Não     |                            |
| 2016 | The House                                   | Não     | Sim      | Não        | Não     |                            |
| 2018 | Vice                                        | Sim     | Sim      | Sim        | Não     |                            |
| 2019 | Booksmart                                   | Não     | Sim      | Não        | Não     |                            |
| 2019 | Hustlers                                    | Não     | Sim      | Não        | Não     |                            |
| 2021 | Don’t Look Up                               | Sim     | Sim      | Sim        | Não     |                            |